# سندرم مورکیو
سندرم مورکیو یا موکوپلی ساکاریدوز نوع IV, نوعی بیماری صفت مغلوب در تجمع موکوپلی ساکاریدوز است.
دو نوع نقص آنزیمی در متابولیسم کراتان سولفات وجود دارد که از نظر بالینی غیرقابل افتراقند.

## علائم بالینی
زمان تولد، دوران نوزادی و شیرخوارگی: طبیعی.
دوران کودکی و نوجوانی: مشخص‌ترین یافته‌ها در این بیماری تغییر شکل اسکلتی و کوتاهی قد به ویژه کوتاهی تنه و گردن، قفسه سینه کبوتری ، افقی بودن قسمت فوقانی جناغ سینه، ژنووالگوم قابل توجه، مفاصل بزرگ و برجسته با حرکت زیاد و هیپراکستانسیون بخصوص در مچ دستها بعلت شلی غضروفها، شل بودن مچ دست و قدرت کم در گرفتن اشیاء، کف پای صاف، برجسته شدن دنده‌های تحتانی در ۱۲ تا ۱۸ ماهگی و برجستگی استخوان جناغ سینه، وضعیت ایستادن خمیده به سمت جلو بعلت خم بودن زانوها و رانها، راه رفتن غیر طبیعی و عقب ماندگی رشد به ویژه پس از ۵ سالگی، اسکولیوز شدید که ممکن است منجر به بروز عوارض قلبی - تنفسی شود، کوتاهی قد نهایی (۸۵ تا ۱۰۰ سانتی‌متر), بدتر شدن تغییرات اسکلتی و سفت شدن مفاصل با افزایش سن، تاری قرنیه، بروز گلوکوم در دهه سوم زندگی، کری پیشرونده حسی عصبی یا هدایتی پس از ۲۰ سالگی، دهان پهن، دندانهای کوچک با هیپوپلازی مینا یا شکستگی آن با رنگ زرد یا خاکستری، پوسیدگی دندانها، فتق مغبنی و یافته‌های صورت خشن خفیف می‌باشد. در این بیماران هوش طبیعی است. نارسایی دریچه آئورت از تظاهرات دیررس است و تغییرات دیسوستوزیس مالتی پلکس در این سندرم وجود ندارد. تظاهرات عصبی شامل ضعف و اشکال در راه رفتن، فلج اسپاستیک اندامهای تحتانی یا بلا استفاده بودن پاها به هنگام بیدار شدن، افزایش رفلکسهای تاندونی، از دست دادن حس ارتعاش در اندام‌های تحتانی، بیماری لگ-پرتس دو طرفه در اوایل نوجوانی یا بیماری شدید مفصل ران می‌باشند.

## نقص آنزیم
نقص در آنزیم N-استیل‌گالاکتوزامین-۶-سولفاتاز در نوع A و بتا گالاکتوزیداز در نوع B.

## توارث ژنتیکی
اتوزومی مغلوب.

## میزان بروز
نادر.

## روش تشخیص
- بررسی آنزیم: در گلبولهای سفید و فیبروبلاستها.
- ادرار: افزایش دفع کراتان سولفات.

## درمان
شامل اتصال جراحی ستون فقرات گردنی جهت پیشگیری از فشار بر نخاع، استئوتومی در ژنووالگوم و انجام جراحی جهت برداشتن فشار از نخاع است.

## عوارض
فشار بر نخاع در اثر نیمه دررفتگی یا دررفتگی مفصل اطلس- آسه از عوارض خطرناک بوده و ممکن است باعث مرگ شود (دستکاری سر در زمان لوله گذاری داخل نای بایستی با احتیاط انجام شود).

## آزمون تشخیص قبل از تولد
بررسی آنزیم در آمنیوسیتهای کشت شده یا نمونه پرزهای کوریونی.